# 류마티스 관절염
류마티스 관절염(rheumatoid arthritis, RA, 문화어: 류마치스 관절염)은 자가 면역 질환으로 많은 조직과 장기에 만성적인 전신적 염증을 일으키지만, 주로 유연한 활막(synovium)을 공격한다. 류마티스 관절염은 통증을 일으키며 운동에 장애를 주며 적절히 치료되지 않으면 기능과 운동성을 상실하게 된다.
병의 진행은 첫째로 활막 주변의 염증과 연관이 있으며, 둘째로 활막세포가 다량의 활막액으로 붓게 됨과 활막안에 섬유조직(pannus)의 발달이 있다. 병 진행의 병리학은 주로 관절 연골의 파괴와 관절의 강직(ankylosis)이 있다. 류마티스 관절염은 또한 폐, 심막(pericardium), 늑막(pleura), 눈의 공막(sclera)의 염증 확산을 일으킨다. 비록 류마티스 관절염의 원인을 알진 못하지만, 류마티스 관절염은 자가면역이 큰 원인이 되며, 전신적 자가 면역 질환이다. 증상, 물리적검사, X선 촬영을 통해 임상적 진단을 내린다.
치료는 약물적인 것과 비약물적인 것이 있다. 비약물적 치료에는 물리치료, 정형술(orthoses), 작업치료(occupational therapy) 그리고 영양치료가 있지만 모두 관절의 손상 진행을 멈출 수는 없다. 진통제와 항염증제(스테로이드)는 증상을 억제시키지만, 이 역시도 관절의 손상 진행을 멈출 수 없다. 항류마티스제(DMARDs)는 질병의 진행을 느리게 하거나 멈출 수 있다. 보조 대체 요법이 류마티스 관절염의 통증을 치료한다는 증거는 약하며, 높은 수준의 증거가 없다는 것은 현재 치료방법이 증거가 없다는 것으로 결론지어진다. 환자는 그들의 건강 관리 제공자에게 어떠한 형식의 보조대체요법을 사용하는지 알려야만 한다.
대략 0.6%의 미국 성인은 류마티스 관절염을 앓고 있고, 여성이 남성보다 2-3배 더 많다. 호발 연령은 35-45세이지만 모든 연령에서 발병할 수 있다.

## 같이 보기
- 뼈관절염
- 건선성 관절염